# Mississippi Masala
Mississippi Masala és una pel·lícula estatunidenco-britànica dirigida per Mira Nair, estrenada l'any 1991. Ha estat doblada al català.

## Argument
El 1972, Jay i Kinnu, una parella d'origen indi instal·lada a Kampala (Uganda), són perseguits pel règim de Idi Amin Dada i s'estableixen a Greenwood (Mississipi), amb la seva filla petita, Mina. El 1990, ja una doneta, s'enamora de Demetrius, un afroamericà, cosa que provoca una confrontació amb les seves famílies respectives.

## Repartiment
- Denzel Washington:Demetrius Williams
- Sarita Choudhury: Mina
- Roshan Seth: Jay
- Sharmila Tagore: Kinnu
- Charles S. Dutton: Tyrone Williams
- Joe Seneca: Williben Williams
- Ranjit Chowdhry: Anil
- Joseph Olita: Idi Amin Dada
- Mohan Gokhale: Pontiac
- Mohan Agashe: Kanti Napkin
- Tico Wells: Dexter Williams
- Yvette Hawkins: Tia Rosa
- Anjan Srivastava: Jammubhai
- Mira Nair: Primera comare
- Rajika Puri: Segona comare

## Rebuda
Premis
- 1991: Festival de Venècia: Millor guió
- 1992: Premis Independent Spirit: Nominada a Independent Spirit a la millor pel·lícula

Crítica
- "Ambiciós i una mica irregular melodrama, llastrat per la feridora i subratllada voluntat de denúncia. Lúcid cant a favor del mestissatge, narrat amb pols de documentalista"[3]